# Wolf Blood
Wolf Blood (o Wolfblood) è un film del 1925, diretto da George Chesebro e Bruce M. Mitchell.

## Trama
Dick Bannister è il direttore del campo di boscaioli della Ford Logging Company, situato nelle foreste canadesi. A poche miglia si trova l'insediamento della compagnia rivale, diretto da Jules Deveroux. Jules cerca in ogni modo di danneggiare i concorrenti, anche ricorrendo a mezzi decisamente fuori dalla legalità. Egli incarica Jacques Lebeq, un ambiguo personaggio che vive nelle vicinanze, di ferire alla gamba un taglialegna della ditta nemica, che in tal modo non sarà almeno temporaneamente più in grado di lavorare. Non era la prima volta che questo accadeva, e fra i dipendenti della Ford cominciava a serpeggiare l'inquietudine.
Nel campo di Dick Bannister esisteva un'infermeria, con qualche rudimentale attrezzatura, ma adesso serviva un dottore. Dick fa contattare la proprietaria della compagnia, Edith Ford, che per la prima volta si reca nel campo di boscaioli, accompagnata da Gene Horton, un chirurgo, che la donna considera – senza troppa convinzione – il suo fidanzato. Infatti, appena giunti al campo, fra Edith e Dick comincia a nascere l'amore.
Gli screzi fra le due compagnie rivali non terminano, e un giorno Dick viene assalito, nella foresta, da Deveroux, che lo colpisce con una pietra e lo lascia a terra esanime. Viene ritrovato solo diverse ore dopo dal dottor Horton, di ritorno – con alcune fondamentali apparecchiature mediche - da un intervento urgente nel villaggio poco distante. Il luogo più vicino in cui ricoverarlo è la casupola di Jacques Lebeq. Dick ha bisogno urgente di una trasfusione, altrimenti morirà. Jacques si rifiuta di donare il suo sangue, e il dottor Horton, allora – per tentare di salvargli la vita ma un po' anche per sperimentare -, gli inietta il sangue di una lupa semi-addomesticata che si aggirava nei paraggi, dopo aver chiesto a Lebeq di tenere segreta l'operazione. La grande incognita era se l'uomo cui veniva infuso sangue animale non avrebbe potuto sviluppare caratteristiche tipiche della bestia donatrice.
Lebeq non mantiene il segreto, ed in breve tempo si diffonde, fra i lavoratori di entrambe le aziende, la superstiziosa diceria secondo la quale Dick – che si era ripreso – sarebbe una specie di lupo mannaro, pericoloso e da evitare in ogni modo. La diceria era giunta anche all'orecchio di Dick, che non le avrebbe prestato molta attenzione se non avesse udito il dottore stesso confessare a Edith – in un colloquio nel quale la ragazza rompeva il fidanzamento con Horton – la verità sulla trasfusione, e sulle sue possibili conseguenze.
Da allora Dick cade in panico, aggravato dal fatto che una mattina Jules Deveroux viene trovato morto con chiari segni di lesioni alla gola come potevano essergli state inferte solo da un lupo. E Dick non riusciva a ricordare nulla della notte precedente. L'uomo è confuso, pensa veramente di essere un lupo mannaro, in preda alla paranoia comincia ad avere delle allucinazioni: segue il richiamo di un immaginario branco di lupi, e si inoltra nel fitto della foresta fino a trovarsi sull'orlo di una profonda rupe, nella quale sarebbe rovinosamente caduto non fosse stato salvato all'ultimo momento da Edith, che era sulle sue tracce.
Dick, amorevolmente curato da Edith, rinsavisce. I ricordi obliterati della notte fatale cominciano a riaffiorare, e chiariscono che Dick non ha niente a che fare con la morte di Deveroux. Tuttavia nulla tranquillizza maggiormente Dick dell'affermazione (falsa) del dottore che dichiara di aver mentito – allo scopo di allontanare l'ex-fidanzata da lui - quando aveva riferito a Edith della trasfusione e dei suoi effetti.

## Produzione
La pellicola consta di sei bobine per una lunghezza complessiva, nella versione americana, di 1775 metri, e in quella britannica, di 1645 metri.
Wolf Blood è sovente citato come il primo film statunitense sui licantropi, ma è stato sicuramente preceduto da The Werewolf, di Henry McRae, del 1913, considerato attualmente come perduto, in quanto tutte le copie sarebbero state distrutte in un incendio nel 1924. Peraltro, nel film non avviene alcuna trasformazione del protagonista in lupo mannaro.
Il direttore della fotografia, Lesley Selander, divenne in seguito un apprezzato e prolifico regista di film western e d'avventura.

## Distribuzione
Il film, distribuito dalla Lee-Bradford Corporation di New York, uscì nelle sale cinematografiche statunitensi il 16 luglio 1925; fu successivamente distribuito nel Regno Unito: la prima proiezione londinese avvenne il 16 febbraio 1927.
Wolf Blood è stato edito in DVD a cura della Alpha Video (abbinato a Il castello di Vogelod di Murnau) nel 2008; inoltre, a cura della Grapevine Video nel 2011, dotato di un accompagnamento musicale.

## Accoglienza
Recensioni in riviste e quotidiani contemporanei apprezzavano le prove attoriali e sottolineavano l'insolita particolarità del tema trattato: "Probabilmente una delle storie più strane mai filmate" si legge in un giornale britannico.
Il tema delle trasfusioni di sangue non era sconosciuto neppure nella cinematografia europea negli anni attorno e successivi alla prima guerra mondiale: da Die Rache des Blutes, del 1915, con Paul Wegener , attraverso una serie di pellicole prevalentemente tedesche degli anni '20, per riaffiorare nel film sonoro Vampyr - Il vampiro, del 1930, del  grande regista danese Carl Theodor Dreyer. A differenza dei colleghi europei, i registi americani preferivano non raffigurare direttamente le scene macabre della trasformazione in licantropo, limitandosi ad accennare alle ripercussioni soggettive ed interne, come in Wolf Blood.
In anni a noi più vicini, il critico cinematografico Troy Howarth così si esprime a proposito di Wolf Blood: "Il film fa trascorrere un'eternità su rappresentazioni romantiche fuori moda prima di affrontare l'argomento di un uomo che si trasforma in lupo. Ancora più seccante è il fatto che questa trasformazione non avvenga. La tecnica cinematografica appare cruda ed antiquata, anche in relazione ai suoi tempi".